# Kaplica św. Anioła w Żejtun
Kaplica św. Anioła w Żejtun (malt. Kappella ta’ Sant Anġlu, ang. Chapel of St. Angelo) – kaplica w miejscowości Żejtun ufundowana w 1670 przez barona Girgora Bonnici. W 1843 kaplica została przebudowana. Jest prywatnym kościołem rodzin Bonici i Testaferrate. 
Prosta fasada budynku ozdobiona jest dwoma pilastrami. Drzwi wejściowe, do których prowadzi pięć schodów w kształcie półkola, mają kształt prostokąta i ozdobione są łukowym frontonem. Nad wejściem znajduje się kamienna tablica z inskrypcją, ponad którą umieszczono prostokątne okno z kutymi kratami zwieńczone półkolistym gzymsem. Całość zwieńczona jest niewielką dzwonnicą z krzyżem na szczycie. 
W kaplicy znajdują się cenne obrazy m.in. autorstwa Giuseppe d’Areny. Kaplica jest miejscem pochówków rodzin Bonici i Testaferrate. Wśród nich spoczywa jej fundator Girgor Bonici. 
Obiekt jest wpisany na listę National Inventory of the Cultural Property of the Maltese Islands pod numerem 1911.